# Kanton Rambervillers
Rambervillers is een voormalig kanton van het departement Vosges in Frankrijk. Het kanton maakte deel uit van het arrondissement Épinal. Op 22 maart werd het kanton opgeheven. 11 gemeenten werden overgeheveld naar het kanton Charmes, 13 naar het kanton Raon-l'Étape en de overige 5 gemeenten werden opgenomen in het op die dag opgerichte kanton Saint-Dié-des-Vosges-1.

## Gemeenten
Het kanton Rambervillers omvatte de volgende gemeenten:
- Anglemont
- Autrey
- Bazien
- Brû
- Bult
- Clézentaine
- Deinvillers
- Domptail
- Doncières
- Fauconcourt
- Hardancourt
- Housseras
- Jeanménil
- Ménarmont
- Ménil-sur-Belvitte
- Moyemont
- Nossoncourt
- Ortoncourt
- Rambervillers (hoofdplaats)
- Romont
- Roville-aux-Chênes
- Saint-Benoît-la-Chipotte
- Sainte-Barbe
- Saint-Genest
- Saint-Gorgon
- Saint-Maurice-sur-Mortagne
- Saint-Pierremont
- Vomécourt
- Xaffévillers